# Перикліналь
Перикліналь (рос. периклиналь, англ. pericline, нім. Periklinale f) — залягання шаруватих товщ гірських порід, при якому вони утворюють на горизонтальному зрізі земної поверхні характерні дугоподібні вигини або овали.
П. — замикання складки, ділянка занурення шарніра антиклінальної складки, що характеризується падінням шарів у бік від центру.

## Дотичні поняття

### ПЕРИКЛІНАЛЬНЕ ЗАЛЯГАННЯ
ПЕРИКЛІНАЛЬНЕ ЗАЛЯГАННЯ, (рос. периклинальное залегание, англ. periclinal bedding, нім. periklinale Lagerung f) — вторинне залягання гірських порід, яке характеризується падінням шарів від центру до периферії. Спостерігається на куполах та замиканнях (зануреннях) антиклінальних складок.

### ПЕРИКЛІНАЛЬНЕ ПАДІННЯ
ПЕРИКЛІНАЛЬНЕ ПАДІННЯ, (рос. периклинальное падение, англ. periclinal dip, нім. periklinales Fallen n der Schichten) — падіння пластів, спрямоване в різні боки від одного центру, характерне для тектонічних куполів та замикання антиклінальних складок.